# 忍者 (グループ)
忍者（にんじゃ）は、ジャニーズ事務所に所属し、活動していた男性アイドルグループである。アクロバットを持ち味としていた。

## メンバー
| メンバー                     | プロフィール                                        | 備考         |
| ---------------------------- | --------------------------------------------------- | ------------ |
| 柳沢超 （やなぎさわ すすむ） | 1967年3月7日（58歳）、B型、東京都渋谷区出身         | リーダー     |
| 志賀泰伸 （しが やすのぶ）   | 1968年8月3日（57歳）、O型、神奈川県横浜市港北区出身 | 1994年に脱退 |
| 遠藤直人 （えんどう なおと） | 1969年4月20日（56歳）、O型、東京都足立区出身        |              |
| 正木慎也 （まさき しんや）   | 1969年5月29日（56歳）、A型、山口県玖珂郡和木町出身  |              |
| 高木延秀 （たかぎ のぶひで） | 1970年3月11日（55歳）、O型、東京都板橋区出身        |              |
| 古川栄司 （ふるかわ えいじ） | 1971年7月11日（54歳）、A型、静岡県熱海市出身        | 1994年に脱退 |

## 概要
- 同事務所に所属していたグループ「イーグルス」より、1985年7月24日にソロレコードデビューした中村繁之のバックダンサーとして、「シゲダン」の俗称で結成された。
- その後、グループ名が正式に「少年忍者」となり、テレビ、ラジオ、また光GENJI、男闘呼組とともに『少年御三家』として、コンサート活動などを行っていた。
- 中村亘利が、CHA-CHAでの活動が忙しくなったために脱退。掛け持ちが難しくなった以外にも、中村と他メンバーとの不仲も遠因にあった。
- 1990年春、少年隊のミュージカルで実績を積んでいた平家派出身の古川栄司が新メンバーに大抜擢される。そしてグループ名も新たに「忍者」に改名された。
- 1990年8月22日、日本コロムビアより「お祭り忍者」でデビュー。キャッチフレーズは「世界は忍者を待っている」だった。また、デビューシングル用のコスチュームデザインを手がけたのは『コブラ』『ゴクウ』などの代表作を持つ漫画家・寺沢武一だった。 デビュー曲は美空ひばりの「お祭りマンボ」をリメイクした楽曲であり、当時「日本の伝統文化を取り入れた、演歌のような楽曲も歌えるアイドル」という形でデビューした。
- 1990年、第41回NHK紅白歌合戦で初出場（デビューからの日数最短記録は男闘呼組に次いで当時史上2位）。他、この年の各音楽新人賞を総なめにする（第32回日本レコード大賞最優秀新人賞については、ジャニーズ事務所が「歌謡曲部門」でのエントリーを求めたが認められず、不満をもっていたことが日刊スポーツに報じられた）。
- 藤子・F・不二雄アニメ『21エモン』主題歌「おーい!車屋さん」を含む初期3作品は、美空ひばりの歌をリメイクしている和風楽曲。
- 映画「トイ・ソルジャー」の吹き替え版では、メインキャラクター達の声を6人が担当した。
- 1992年～1994年の間には、フジテレビのものまね王座決定戦に計6回出場。6回中3回、2回戦進出している。
- 1994年に志賀、古川が同時脱退。古川については、太ったためにジャニー喜多川社長から「ユー、痩せて」と言われたが無視していたら契約を更新されなかったとのこと[2]。志賀はデビュー後に交際した一般人女性が妊娠した為、結婚の意志を伝えた所、数日後にメリー喜多川から「あなたは契約解除、もう忍者じゃなくていいから」と言われ脱退となった[注 1]。
- 同年10月17日、「四銃士」名義でテレビ朝日系『'94FIVBワールドスーパー4バレー』イメージソング「DO YOUR BEST」発売。
- 1995年12月1日、事実上のラストシングル「たとえ君が嘘をついても」発売。さらに1996年1月20日、ラストアルバム『Hi La Ri』の発売後、1997年11月9日、「KYO TO KYO'97秋公演」へのゲスト出演を最後にグループ自然消滅となった。正式な解散発表及び解散コンサートは行っていない。

## エピソード
- 初期の主要曲ではソロパートのほとんどを、歌唱力が飛び抜けて高かった正木が担当した。その後、中期になると歌唱力が安定してきた古川もリードボーカルに加わるようになり、後期には他のメンバーもソロパートのみならずラップまでもこなすようになった。
- パートに分かれて歌う時は、主に「正木・柳沢・高木」と「古川・志賀・遠藤」に分かれて歌っていた。
- 後にSMAPのメンバーになり、志賀と同郷でもある香取慎吾は志賀に憧れてジャニーズ事務所に入ったという逸話がある[4]。また志賀の話によると、忍者がデビューする前に木村拓哉と中居正広も加入するという話もあったらしいが、忍者の踊りやパフォーマンスについていけないと思ったため加入を断ったという[5]。また噂レベルだが、1994年に志賀、古川が同時脱退した際に後任にV6で活躍する井ノ原快彦と坂本昌行が後任になる話もあったらしいが、2人に断られたため四銃士として活動を始めた。[6]

## 活動休止後
- 柳沢超は、2000年に吉本興業へ移籍。現在はユニコンスターに所属し、芸能活動を続けている。
- 正木慎也は、現在はCINEMACTに所属し、芸能活動を続けている。
- 高木延秀は、ジャニーズJr.のマネージャーを経て、一般企業に勤務している。
- 遠藤直人は、ヤング・コミュニケーションに勤務している（ヤング・コミュニケーションはジャニーズ事務所傘下の会社である）。
- 2009年現在、古川栄司は芸能界復帰を目指しながら居酒屋でアルバイトをしている[7]。
- 志賀泰伸は、医療関係の仕事に従事。2023年、ジャニーズの社長だったジャニー喜多川による性加害被害を受けていたことを告白した。

## ディスコグラフィ

### シングル
| #  | 発売日         | タイトル                | 販売形態                | 販売形態 | 規格品番  | 順位 | 初収録アルバム |
| -- | -------------- | ----------------------- | ----------------------- | -------- | --------- | ---- | -------------- |
| 1  | 1990年08月22日 | お祭り忍者              | 陽炎SINGLE              | CT       | COSA-80   | 03位 | NINJA白書      |
| 1  | 1990年08月22日 | お祭り忍者              | 陽炎SINGLE              | 8cmCD    | CODA-8580 | 03位 | NINJA白書      |
| 1  | 1990年08月22日 | お祭り忍者              | 水雲SINGLE              | CT       | COSA-81   | 10位 | NINJA白書      |
| 1  | 1990年08月22日 | お祭り忍者              | 水雲SINGLE              | 8cmCD    | CODA-8581 | 10位 | NINJA白書      |
| 2  | 1991年01月22日 | リンゴ白書              | リンゴ白書              | CT       | COSA-116  | 09位 | NINJA白書      |
| 2  | 1991年01月22日 | リンゴ白書              | リンゴ白書              | 8cmCD    | CODA-8649 | 09位 | NINJA白書      |
| 3  | 1991年05月29日 | おーい! 車屋さん        | おーい! 車屋さん        | CT       | COSA-155  | 12位 | DO OUR BEST    |
| 3  | 1991年05月29日 | おーい! 車屋さん        | おーい! 車屋さん        | 8cmCD    | CODA-8754 | 12位 | DO OUR BEST    |
| 4  | 1991年10月23日 | 秘・美・子              | 秘・美・子              | CT       | COSA-243  | 17位 | 忍者参上       |
| 4  | 1991年10月23日 | 秘・美・子              | 秘・美・子              | 8cmCD    | CODA-8916 | 17位 | 忍者参上       |
| 5  | 1992年03月27日 | 君に御中                | 君に御中                | CT       | COSA-295  | 21位 | DO OUR BEST    |
| 5  | 1992年03月27日 | 君に御中                | 君に御中                | 8cmCD    | CODA-8990 | 21位 | DO OUR BEST    |
| 6  | 1992年06月24日 | ハラショ!               | ハラショ!               | CT       | COSA-339  | 20位 | まいった       |
| 6  | 1992年06月24日 | ハラショ!               | ハラショ!               | 8cmCD    | CODA-31   | 20位 | まいった       |
| 7  | 1992年11月01日 | 涙 涙のカラオケボックス | 涙 涙のカラオケボックス | CT       | COSA-361  | 49位 | DO OUR BEST    |
| 7  | 1992年11月01日 | 涙 涙のカラオケボックス | 涙 涙のカラオケボックス | 8cmCD    | CODA-94   | 49位 | DO OUR BEST    |
| 8  | 1993年02月24日 | 日本                    | 日本                    | CT       | COSA-400  | 48位 | DO OUR BEST    |
| 8  | 1993年02月24日 | 日本                    | 日本                    | 8cmCD    | CODA-140  | 48位 | DO OUR BEST    |
| 9  | 1993年06月23日 | 日本ブギ                | 日本ブギ                | 8cmCD    | CODA-189  | 37位 | 日本一         |
| 10 | 1993年07月21日 | Harapeko                | Harapeko                | 8cmCD    | CODA-283  | 57位 | DO OUR BEST    |
| -  | 1994年10月17日 | DO YOUR BEST            | DO YOUR BEST            | 8cmCD    | CODA-496  | 59位 | (未収録)       |
| 11 | 1995年03月21日 | モンキー・マジック      | モンキー・マジック      | 8cmCD    | CODA-609  | 69位 | (未収録)       |
| 12 | 1995年12月01日 | たとえ君が嘘をついても  | たとえ君が嘘をついても  | 8cmCD    | CODA-776  | 圏外 | Hi La Ri       |

### アルバム
| # | 発売日         | タイトル                   | 販売形態 | 規格品番   | 順位 |
| - | -------------- | -------------------------- | -------- | ---------- | ---- |
| 1 | 1990年10月02日 | 忍者                       | CD+VHS   | COZX-1/2   | 不明 |
| 1 | 1991年01月01日 | 忍者                       | CD       | COCA-7271  | 不明 |
| 2 | 1991年03月22日 | NINJA白書                  | CT       | COTA-1521  | 11位 |
| 2 | 1991年03月22日 | NINJA白書                  | CD       | COCA-7364  | 11位 |
| 3 | 1991年08月21日 | Summer Fiesta              | CT       | COTA-1656  | 13位 |
| 3 | 1991年08月21日 | Summer Fiesta              | CD       | COCA-7880  | 13位 |
| 4 | 1991年12月21日 | 忍者参上                   | CT       | COTA-1838  | 29位 |
| 4 | 1991年12月21日 | 忍者参上                   | CD       | COCA-7469  | 29位 |
| 5 | 1992年07月10日 | まいった                   | CT       | COTA-2066  | 24位 |
| 5 | 1992年07月10日 | まいった                   | CD       | COCA-10070 | 24位 |
| 5 | 1992年11月01日 | まいった                   | MD       | COYA-2     | 24位 |
| 6 | 1993年04月01日 | Summer Ski ～2/4の恋愛術～ | CD       | COCA-10771 | 38位 |
| 7 | 1993年07月21日 | 日本一                     | CD       | COCA-10940 | 41位 |
| 8 | 1994年12月21日 | DO OUR BEST                | CD       | COCA-12260 | 83位 |
| 9 | 1996年01月20日 | Hi La Ri                   | CD       | COCA-13154 | 不明 |

### 映像作品
| # | 発売日         | タイトル                                      | 販売形態 | 規格品番  |
| - | -------------- | --------------------------------------------- | -------- | --------- |
| 1 | 1990年12月21日 | 忍者 お祭り忍者 (SPECIAL DANCE MIX)           | VSD      | COFA-9001 |
| 1 | 1991年01月01日 | 忍者                                          | VHS      | COVA-4010 |
| 2 | 1991年02月21日 | リンゴ白書                                    | VHS      | COVA-4011 |
| 3 | 1991年06月21日 | おーい! 車屋さん                              | VHS      | COVA-4053 |
| 4 | 1991年10月01日 | Summer Fiesta 忍者 ～ドキュメンタリー・忍者～ | VHS      | COVA-4089 |
| 5 | 1991年10月01日 | Summer Fiesta 忍者 ～狂熱のライブ～           | VHS      | COVA-4090 |
| 6 | 1991年11月21日 | 秘・美・子                                    | VHS      | COVA-4097 |
| 7 | 1992年10月01日 | NINJA ON & OFF -Heart Welldone Concert '92-   | VHS      | COVA-4165 |
| 7 | 1992年10月01日 | NINJA ON & OFF -Heart Welldone Concert '92-   | LD       | COLA-3063 |
| 8 | 1993年03月01日 | 冬の陣 '93                                    | VHS      | COVA-4214 |
| 9 | 1993年12月01日 | 忍者見聞録                                    | VHS      | COVA-4320 |

### 参加作品
| # | 発売日         | タイトル                               | 販売形態 | 規格品番 | レーベル           | 備考                                     |
| - | -------------- | -------------------------------------- | -------- | -------- | ------------------ | ---------------------------------------- |
| 1 | 1988年03月18日 | 少年武道館～少年御三家新春一番歌い初め | VHS      | V68M1632 | ポニー・キャニオン | 少年忍者（忍者の前身グループ）名義で出演 |
| 1 | 1988年03月18日 | 少年武道館～少年御三家新春一番歌い初め | Beta     | X68M1632 | ポニー・キャニオン | 少年忍者（忍者の前身グループ）名義で出演 |
| 2 | 1988年10月30日 | 少年武道館II                           | VHS      | V68M1768 | ポニー・キャニオン | 少年忍者（忍者の前身グループ）名義で出演 |
| 2 | 1988年10月30日 | 少年武道館II                           | Beta     | X68M1768 | ポニー・キャニオン | 少年忍者（忍者の前身グループ）名義で出演 |

## タイアップ
| タイトル             | タイアップ                                                    |
| -------------------- | ------------------------------------------------------------- |
| おーい! 車屋さん     | テレビ朝日系アニメ『21エモン』主題歌                          |
| ヘイセイ・ブギー     | テレビ朝日系アニメ『21エモン』イメージソング                  |
| 日本                 | テレビ朝日系『人間探検!もっと知りたい!!』エンディングテーマ   |
| 瞳は未来を映してる   | 東北電力コーポレートソング                                    |
| バトルチャレンジャー | Vシネマ『バトル・チャレンジャー/激走』主題歌                  |
| Harapeko             | ハウス食品『バーモントカレー』TVCMソング                      |
| DO YOUR BEST         | テレビ朝日系『'94 FIVBワールドスーパー4バレー』イメージソング |
| モンキー・マジック   | 映画『天使のウィンク 日光猿軍団』挿入歌                       |

## 主な出演作品

### バラエティ番組
- おじゃまします（1985年9月17日 - 11月1日、TBS）
新宿南口にあった「新宿コメディシアター」からの生放送。制作：東阪企画、演出：澤田隆治。低視聴率のため、早々に打ち切りとなり、最終回では演出の澤田が視聴者に、番組打ち切りの旨を謝罪発表した（コメディシアターはその後閉鎖され、成人向け映画館となった）。
- ヤングスタジオ101（NHK）
- 歌え!アイドルどーむ（テレビ東京）
- ニッポン快汗マップ ガムシャラ十勇士!!（日本テレビ）
- アイドルオンステージ（NHKBS2）
- 歌謡びんびんハウス（テレビ朝日）
- ものまね王座決定戦（フジテレビ）
- BANG! BANG! BANG!（フジテレビ）
- SMAPの学園キッズ（テレビ東京）

### NHK紅白歌合戦出場歴
| 年度              | 放送回 | 回 | 曲目       | 出演順    | 対戦相手 |
| ----------------- | ------ | -- | ---------- | --------- | -------- |
| 1990年（平成2年） | 第41回 | 初 | お祭り忍者 | 10/29番目 | 宮沢りえ |

### 映画
- 少年武道館（1988年）
- トイ・ソルジャー（1992年発売の日本語吹き替え版ビデオにて声優出演）
- 天使のウィンク 日光猿軍団（1995年）

### Vシネマ
- バトル・チャレンジャー/激走

### ラジオ
- 少年忍者のMidnight War（文化放送）
- 忍者、ナン者、モン者!!（ABCラジオ）
- 忍者の今夜もお祭り（文化放送）
- 忍者のハート・ロック 三十分一本勝負（文化放送）

### 舞台・ミュージカル
- ザ・サスケ（1985年）
- 「少年隊ミュージカル PLAYZONE」シリーズ

1. PLAYZONE "MYSTERY"（1986年）
2. PLAYZON'87 TIME・19（1987年）
3. PLAYZONE'88 カプリッチョ ―天使と悪魔の狂想曲―（1988年）
4. PLAYZONE'89 Again（1989年）
5. PLAYZONE'90 MASK（1990年）
6. PLAYZONE'95 KING&JOKER（1995年）

- 砂の上のサンバ（1993年 柳沢・遠藤・高木）
- スサノオ ―古事記・生命と炎のロマン―（柳沢・正木・遠藤）

## 少年忍者（前身）
少年忍者（しょうねんにんじゃ）とは、忍者の前身グループで、1985年7月の結成から1990年の春までこの名前で活動していた。中村繁之のバックダンサーとして結成されたため、事務所内でのグループの呼び方は当初「シゲダン」だった。その後、少年隊や鞆田紀世彦のバックを務めたり、「少年御三家」に参加した。

### メンバー
- 柳沢超
- 正木慎也
- 高木延秀
- 遠藤直人
- 志賀泰伸
- 中村亘利

### サポートメンバー
- 内海光司
- 藤沢裕介
- 江端郁世
- 江端郁己
- その他数名

### 楽曲
- いずれも、音源化されていない
  - 恋のボーダーライン（TBS『おじゃまします』のテーマ曲）
  - TAKE OFF（THE GOOD-BYEのカバー）
  - 大脱走
  - KAMIKAZE
  - 日本よいとこ摩訶不思議（少年隊のカバー）
  - レッツ・メイク・メモリー
  - FAIRY TALE いまむかし（作詞・作曲は野村義男）
  - 若さの伝説

## 四銃士（別ユニット）
- 1994年10月17日、テレビ朝日系『'94FIVBワールドスーパー4バレー』のイメージソング「DO YOUR BEST」を発売。NHK-BS2の『アイドルオンステージ』や、テレビ朝日のバレーボール中継などに出演した。

### メンバー
- 柳沢超
- 正木慎也
- 高木延秀
- 遠藤直人

### ディスコグラフィ

#### シングル
| # | 発売日         | タイトル     | 販売形態 | 規格品番 | 順位 |
| - | -------------- | ------------ | -------- | -------- | ---- |
| 1 | 1994年10月17日 | DO YOUR BEST | 8cmCD    | CODA-496 | 59位 |